# Josiah Latimer Clark

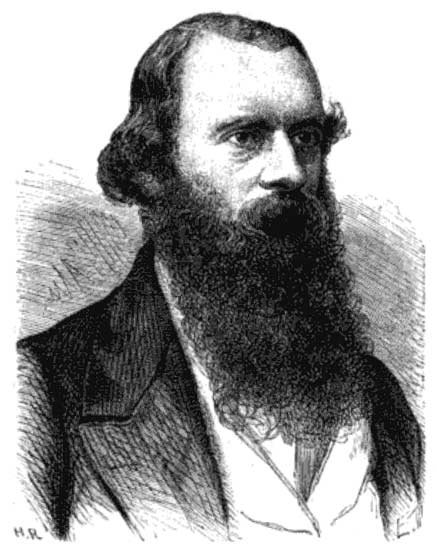
Josiah Latimer Clark

Josiah Latimer Clark (* 10. März 1822 in Great Marlow; † 30. Oktober 1898 in London) war ein englischer Ingenieur. Der Schwerpunkt seiner Arbeiten lag im Brückenbau und Telegraphenwesen.
Clark begann als Assistent seines Bruders Edwin (1814–1894) beim Bau der Menai-Straits-Brücke. Er untersuchte die Signalverzögerung in Unterseekabeln, er gehörte 1854 zu den Erfindern der Rohrpost und erfand 1874 das nach ihm benannte Clark-Normalelement, eine historische Form einer Referenzspannungsquelle. Clark bemühte sich um Vereinheitlichung elektrischer Einheiten und war daran beteiligt, die Einheiten Volt, Ohm, Watt und Farad einzuführen.

## Schriften
- An Elementary Treatise on Electrical Measurements. 1868
- Zusammen mit H. Sadler: The Star Guide. 1886
- A Dictionary of Metric and Other Useful Measures. 1891
- Electrical tables and formulæ, for the use of telegraph inspectors and operators by Latimer Clark  and Robert Sabine. Publishers: E. & F. N. Spon, London 1871
- Transit tables for 1883 (-88) giving the Greenwich mean time of the transit of the sun and of certain stars for every day of the year. By Latimer Clark. Publishers: Alfred J. Frost, London 1883